# Garcinia acuminata
Garcinia acuminata är en tvåhjärtbladig växtart som beskrevs av Jules Émile Planchon och Triana. Garcinia acuminata ingår i släktet Garcinia och familjen Clusiaceae. Inga underarter finns listade i Catalogue of Life.